# Miltochrista pulchra
Miltochrista pulchra är en fjärilsart som beskrevs av Butler 1877. Miltochrista pulchra ingår i släktet Miltochrista och familjen björnspinnare. Inga underarter finns listade i Catalogue of Life.